# Molla Wagué
Molla Wagué (Vernon, 21 de fevereiro de 1991) é um futebolista profissional malinês que atua como Zagueiro. Atualmente, joga pelo clube inglês Nottingham Forest

## Carreira
Wague representou o elenco da Seleção Malinesa de Futebol no Campeonato Africano das Nações de 2013, 2015 e 2017.

## Títulos
Mali
- Campeonato Africano das Nações: 2013 - 2º Lugar